# Guerra polaco-otomana de 1620-1621
La guerra otomano-polaca de 1620-1621 se libró entre el Imperio otomano y Polonia-Lituania por la soberanía sobre los principados del Danubio, especialmente sobre el principado de Moldavia. Ambos bandos reclamaban esa soberanía. Comenzó en 1620 y terminó en 1621 con el Tratado de Jotín, en el que Polonia-Lituania renunció a sus pretensiones.

## Preludio
En el siglo XVI prevalecieron relaciones en su mayoría pacíficas o incluso amistosas entre Polonia-Lituania y el Imperio otomano. A partir de la última década del siglo XVI, sin embargo, hubo desacuerdos:
Por un lado, los magnates polacos, con la aprobación del rey, intentaron interferir cada vez más en los asuntos internos del Principado de Moldavia (un estado vasallo otomano) y asegurar el trono gospodar a la familia de boyardos Mohyla (rumano. Movilă). De esa manera el Gran Hetman polaco Stanisław Żółkiewski participó políticamente en el conflicto en Moldavia en 1612, 1616 y 1617, el cual terminó temporalmente el 22 de noviembre de 1617 con el Tratado de Busza sobre el Dniéster, que la firmó por parte otomana Iskander Paşa, el representante del sultán en el eyalato de Silistra.
Además, hubo incursiones cometidas por ambos bandos en la zona fronteriza polacootomana por parte de los tártaros de Crimea y de Nogai, que eran vasallos del sultán, y los cosacos de Zaporiyia, que estaban subordinados a la corona polaca. Durante sus incursiones, estos dos grupos penetraron profundamente una y otra vez en zonas de la Rzeczpospolita o del Imperio otomano y, entre otras acciones, saquearon Sinop en 1614 y las orillas del Bósforo en 1615.
En tercer lugar, se trataba de las campañas del príncipe protestante Gabriel Bethlen de Transilvania, que emprendió desde 1619 contra el dominio de los Habsburgo sobre Hungría y su política de recatolicización. Aprovechó la implicación del emperador Fernando II en la guerra de los Treinta Años y avanzó así hasta Viena. El rey polaco Segismundo III Vasa envió tropas (los llamados “cosacos de Lisowski”, en polaco “Lisowczycy”) para apoyar al campo católico. Los transilvanos fueron derrotados por los Habsburgo bajo el mando de Jorge Rákóczi I en 1619 cerca de Humenné, en lo que entonces era la Alta Hungríay obligaron así a Bethlen a abandonar el asedio de la capital imperial Viena. Éste a su vez se dirigió a su soberano, el sultán otomano, y le pidió ayuda militar contra Polonia.
En esta situación, Gaspar Gratiani, gobernante de Moldavia, se alió con Polonia y, por lo tanto, se opuso abiertamente a su soberano otomano. El joven sultán Osman II envió entonces un ejército de 22.000 hombres al Danubio. Dado que el rey polaco no pudo convencer al Sejm de que aprobara fondos para una fuerza de intervención (la Szlachta no veía afectados los intereses de la Rzeczpospolita en este conflicto y al mismo tiempo estaba en contra del apoyo unilateral al campo católico), se creó en lugar de ello un ejército privado bajo el mando del anciano Żółkiewski (8.000 hombres ). Este fue financiado por magnates interesados en el conflicto.

## La campaña de 1620

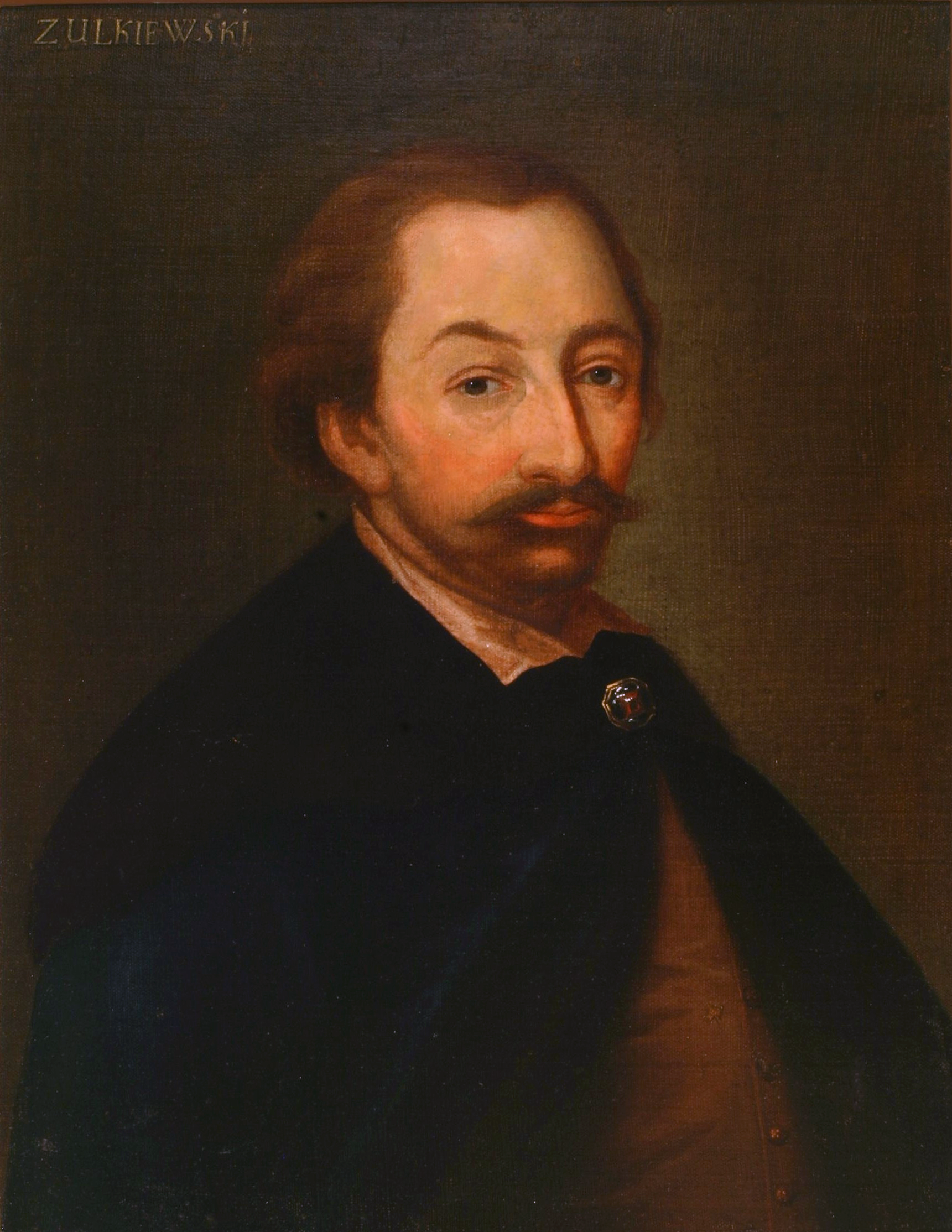
Stanisław Żółkiewski, retrato anónimo

El 10 de septiembre, el ejército polaco se encontró con fuerzas otomanas y tártaras en Cecora (hoy Țuțora en el condado de Iași en Rumania), cerca del río Prut, que se suponía que apoyarían a Gábor Bethlen en la lucha contra los Habsburgo. Dada su inferioridad numérica, los polacos no se atrevieron a atacar y adoptaron en vez de ello una posición defensiva. Con un ataque sorpresa de los tártaros el día 17 de septiembre, en el cual hicieron numerosos prisioneros, comenzó una batalla que duró varios días y que duraría hasta el 7 de octubre. Ante la clara superioridad numérica del ejército otomano, la mayoría de los soldados moldavos cambiaron de bando (en cualquier caso, en lugar de los 25.000 hombres prometidos por Gratiani, ni siquiera 1.000 se presentaron en el campamento polaco) y ahora atacaron a las fuerzas armadas polacas. Aunque hasta el 19 de septiembre ya era evidente de una inminente derrota para los polacos, Koniecpolski intentó mantener el orden de batalla y así evitar el colapso de su ejército.
Después de que Żółkiewski ordenara una retirada ordenada (bajo constante amenaza enemiga) el 29 de septiembre, se logró un gran avance a través de las filas turcas. Los numerosos ataques de los tártaros nogai bajo su Khan Temir y los jenízaros, a los que estuvo expuesto el ejército polaco en los días siguientes, pudieron ser repelidos, pero hubo cada vez más signos de disolución del ejército. Un ataque turco masivo del 6 de octubre finalmente provocó que la mayoría de los magnates y nobles huyeran junto con la caballería dejando a la infantería y su séquito en la estacada. Su deserción provocó la casi completa aniquilación del ejército polaco. La mayoría de los soldados polacos fueron matados o hechos prisioneros. Entre los prisioneros también se encontraban Stanisław Koniecpolski, yerno del Gran Hetman y comandante, y Bohdan Khmelnytskyj, el posterior líder del Gran Levantamiento cosaco de 1648-1654. El propio Żółkiewski cayó y los turcos enviaron su cabeza de forma triunfal a Estambul. Sólo unos pocos lograron escapar a través del Dniéster, incluido Gratiani, que fue asesinado poco después por boyardos moldavos por temor a represalias por parte de los turcos. La llegada del invierno impidió una continuación inmediata de la exitosa campaña otomana.

## La campaña de 1621

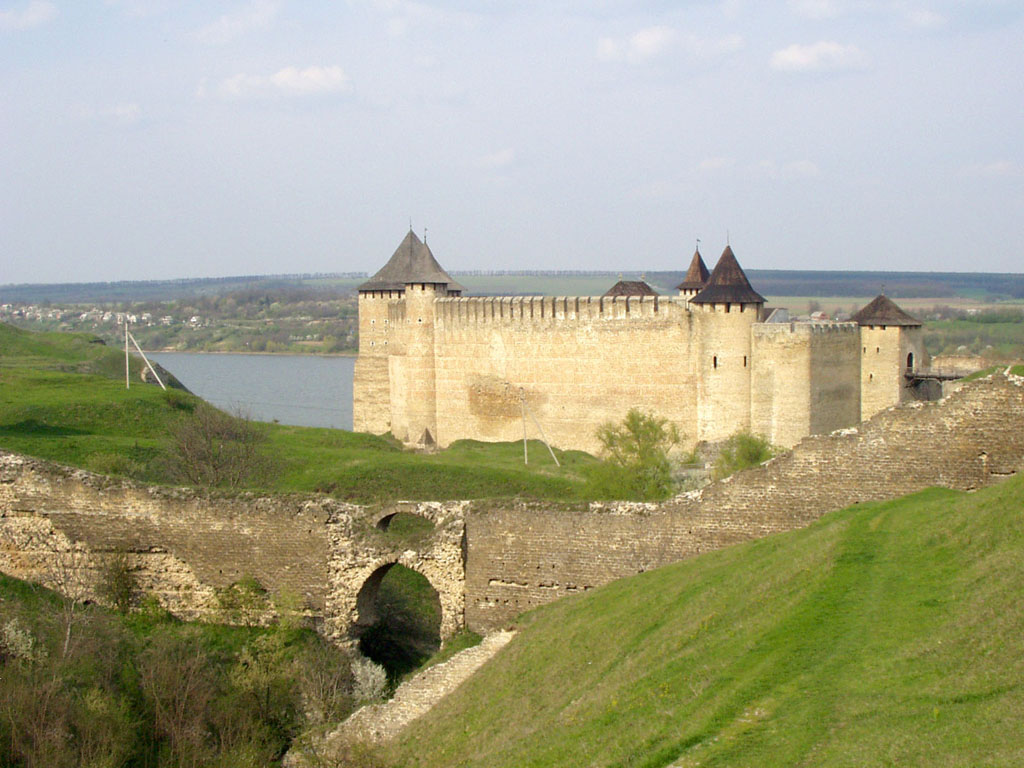
Fortaleza de Khotyn, hoy.

El desastre de Cecora motivó al Sejm a abandonar su resistencia frente a los planes militares del rey y los magnates. En diciembre de 1620, el parlamento aristocrático aprobó los fondos para un ejército de hasta 40.000 hombrespara la necesaria lucha defensiva, sin la cual Ucrania habría quedado indefensa frente al ataque militar de los turcos. Según las fuentes, se reunieron entre 32.510 y 35.105 hombres, que estaban bajo el mando del príncipe heredero Władysław Wasa y del Gran Hetman lituano Jan Karol Chodkiewicz. A diferencia del año anterior, los cosacos de Zaporiyia bajo su atamán Petro Konashewytsch-Sahaidachnyj también participaron en la guerra con hasta 40.000 combatientes.El historiador británico Norman Davies estima que había un total de 65.000 hombres en el lado polacolituano. El 20 de agosto de 1621, este ejército cruzó el Dniéster y estableció un campamento fortificado en Chocim (ahora Jotín en el óblast de Chernivtsí en Ucrania). La ciudad y la propia fortaleza no fueron recuperadas por los turcos hasta 1620. Poco después llegó allí una fuerza otomana compuesta de al menos 150.000 “turcos”(incluidas las tropas de élite de los jenízaros y sipahi), tártaros de Crimea y de Nogai, moldavos y valacos, que el sultán Osman II comandaba personalmente seguido por un convoy de hasta 100.000 hombres. El ejército del Imperio otomano superaba en número al ejército polacocosaco por un factor de casi tres, pero la lealtad de los valacos y moldavos, que fueron alistados como tropas auxiliares, era sólo limitada. Los turcos realizaron varios asaltos al campamento, cuyas obras de fortificación aún no habían concluido. Como fueron derrotados, los turcos sitiaron el campamento durante cinco semanas y avanzaron hacia Podolia a través de un puente rápidamente construido para cortar así el suministro polacolituano de la fortaleza Kamieniets Podolski. Según la leyenda, al final sólo quedó un barril de pólvora en el campo de Chocim. Como resultado de la guerra cayeron dos comandantes que luchaban en el lado polaco: el atamán Konashewytsch-Sahaidachnyj resultó tan gravemente herido que sucumbió a sus heridas seis meses después, y el atamán Chodkiewicz, que murió el 24 de septiembre en el campo de Chocim. Fue sucedido por Stanisław Lubomirski como comandante militar ( Regimentarz), quien logró mantener la moral de las personas atrapadas contra la fuerza abrumadora de los sitiadores turcos. Como los jenízaros finalmente se negaron a obedecer cuando atacaron de nuevo el campamento, el sultán Osman II rompió el asedio el 28 de septiembre.

## Tregua y paz
El 9 de octubre de 1621, el sultán Osman II y el príncipe heredero Władysław firmaron un tratado de paz en Chocim, que restableció el status quo ante bellum y esencialmente repitió las disposiciones del Tratado de Busza, que fue hecho en 1617: el Dniéster se convirtió en la frontera entre los dos imperios, reafirmó que Polonia-Lituania renunciaba a seguir interfiriendo en los asuntos internos de los principados del Danubio y se comprometía a pagar un “regalo” anual a Khan Temir. A cambio, los tártaros prometieron renunciar a sus incursiones regulares y Polonia-Lituania recibió así el derecho de mantener un enviado permanente en la Sublime Puerta.

## Consecuencias
El tratado no trajo la paz. Aunque a Polonia-Lituania se le había prometido que cesarían las incursiones tártaras, sólo entre 1622 y 1629 se registraron diecinueve incursiones más por parte de la Horda Nogai. Las incursiones cosacas también continuaron y los monasterios alrededor de Sozopol y Ahtopol fueron saqueados varias veces. En 1633, el Beylerbey otomano de la Gran Provincia de Silistra, Abaza Mehmed Pasha, emprendió una campaña contra Polonia-Lituania, pero esto no interrumpió el estado de jure de paz entre los dos imperios,ya que no había ninguna declaración oficial de guerra por parte del sultán otomano. Sin embargo, ambos imperios se encontraban de facto en estado de guerra. Algunos autores se refieren a esto como la guerra otomano-polaca de 1633-1634. En la guerra otomano-polaca de 1672-1676 y en la guerra otomano-polaca de 1683-1699, los conflictos armados entre Polonia y el Imperio otomano continuaron hasta que la Paz de Karlowitz en 1699 finalmente puso fin a esos conflictos.
Para Osman II, la campaña marcó el principio del fin de su gobierno. Cuando, después del motín de los jenízaros frente a Chocim, pensó en crear una fuerza de árabes leales a él contra esa unidad de élite notoriamente obstinada, los jenízaros, a enterarse, lo asesinaron por ello para luego instalar por segunda vez a su mentalmente discapacitado tío Mustafa I, un sultán claramente incompetente pero maleable.

## Recepción

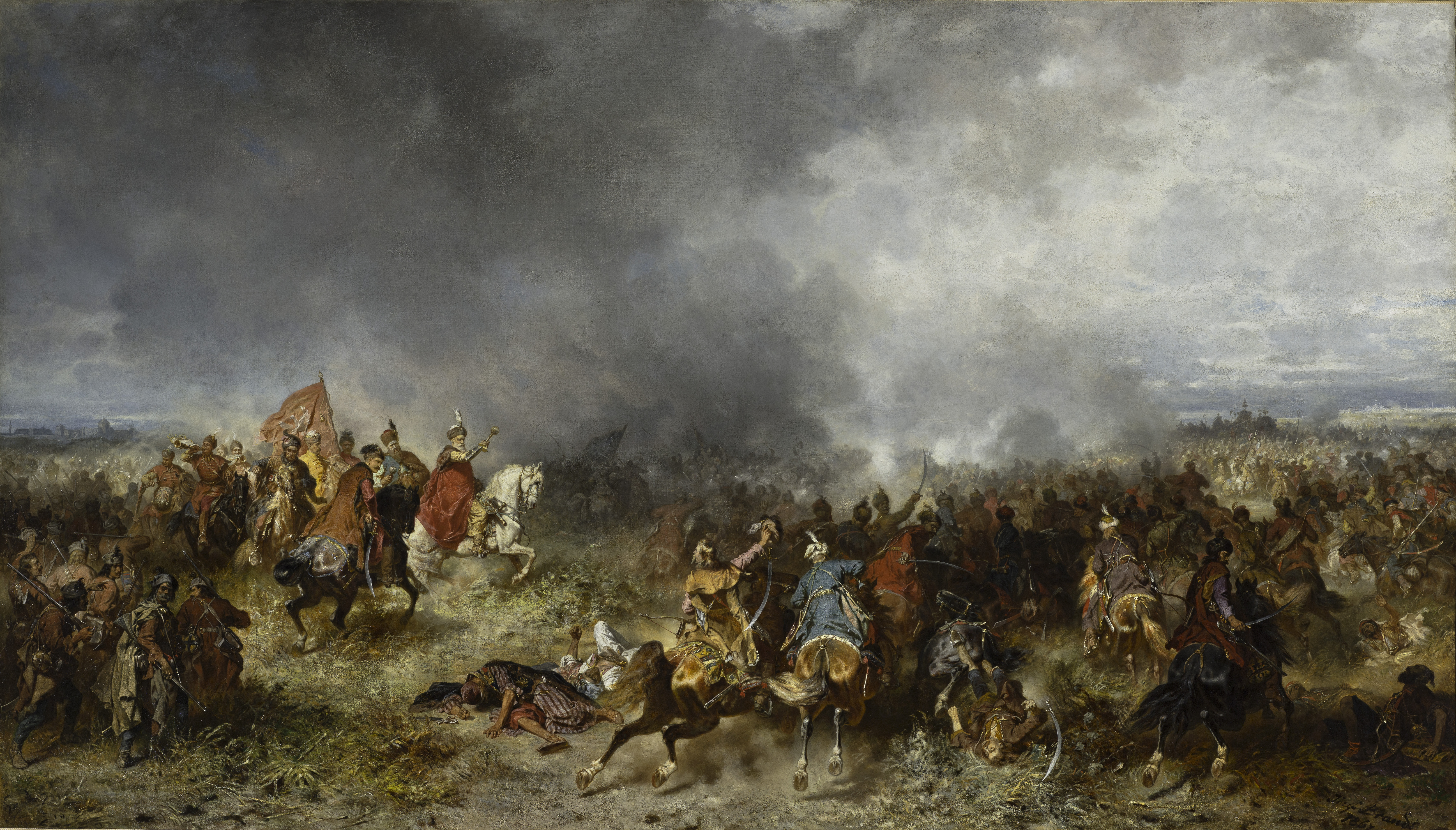
Jan Karol Chodkiewicz en la batalla de Chocim, pintura de Józef Brandt (1867), 190 × 337 cm

La victoria de Chocim se celebró en toda Europa: desde la batalla naval de Lepanto en 1571, el Imperio otomano fue detenido por primera vez y además en tierra. El papa Gregorio XV decidió celebrar por ello una fiesta de acción de gracias que duraría varios días y la victoria polacolituana fue glorificada durante mucho tiempo con canciones y pinturas heroicas.
Jakub Sobieski (1590-1646), padre del posterior rey polaco Juan III. Sobieski, escribió en latín un relato detallado de sus experiencias durante la batalla de Chocim. Estos “Commentariorum chotinensis belli libri tres” se publicaron en Danzig en 1646 y se distribuyeron también ampliamente más allá de Polonia. El poeta barroco Wacław Potocki (1621-1696) lo utilizó como fuente principal para su poema heroico de diez partes Wojna chocimska (La guerra de Chocim), que fue escrito alrededor de 1670. En él, Potocki ofrece una crónica rimada del asedio, históricamente más o menos confiable, pero mezclada con una idolatría del Gran Hetman Chodkiewicz, en el que vio “el ideal del caballero cristiano brillando por última vez”. Esto se ve interrumpido por numerosas sottis, pasquills y sátiras sobre la oligarquía magnate de su tiempo, que, en opinión de Potocki, fue la culpable del declive de la Rzeczpospolita, lo que hace que la composición de la obra parezca caótica y amorfa. Sin embargo, la Wojna chocimska se considera “probablemente el poema épico más célebre de la literatura polaca”.
La batalla de Chocim también fue representada repetidamente en pinturas. El pintor holandés Jan van Huchtenburgh († 1733), que acompañó las campañas balcánicas del príncipe Eugenio y las glorificó en cuadros de gran formato, también pintó una batalla cerca de Chocim, que vio en la misma tradición de defensa del Occidente cristiano contra la amenaza turca. El pintor histórico polaco Józef Brandt († 1915) abordó la primera guerra otomano-polaca con una intención completamente diferente: para él, esta guerra era una prueba de que su patria, aunque no se le permitió ser soberana durante el período de división a partir de 1795 hasta 1918, era al menos igual, si no superior, a las potencias divisorias de su época, el Reino de Prusia, la Casa de Austria y el Imperio ruso, ya que los había salvado de un posterior avance por los turcos.